# Podunajské Biskupice
Podunajské Biskupice (in ungherese Pozsonypüspöki, in tedesco Bischdorf) è un quartiere, con autonomia a livello di comune, della città di Bratislava, capitale della Slovacchia, facente parte del distretto di Bratislava II.